# Savona 1907 Foot-Ball Club 2011-2012
Questa voce raccoglie le informazioni riguardanti il Savona 1907 Foot-Ball Club nelle competizioni ufficiali della stagione 2011-2012.

## Stagione
Nella stagione 2011-2012 il Savona disputa il diciannovesimo campionato in quarta serie della sua storia nonché il secondo consecutivo di Lega Pro Seconda Divisione. Dopo aver perso la possibilità di essere ripescata in Prima Divisione per via della mancanza di fideiussione e versamento dei 200.000 euro a fondo perso le difficoltà economiche divengono via via più pesanti fino a che, il 23 dicembre 2011, il Tribunale di Savona dichiara il fallimento della società. A salvare la compagine ci pensa l'imprenditore Aldo Dellepiane che il 13 marzo 2012 rileva la società, comprandola per appena 1 euro, e pagando circa 1 milione di euro di debiti lasciati dalla precedente gestione. La squadra raggiunge così salvezza posizionandosi al 13º posto.

## Rosa
| N. |                      | Ruolo | Calciatore            |
| -- | -------------------- | ----- | --------------------- |
|    | Italia (bandiera)    | P     | Simone Aresti         |
|    | Italia (bandiera)    | P     | Mattia Maragna        |
|    | Italia (bandiera)    | P     | Lorenzo Giaretti      |
|    | Italia (bandiera)    | D     | Nicolò Antonelli      |
|    | Italia (bandiera)    | D     | Mauro Belotti         |
|    | Italia (bandiera)    | D     | Simone Pollero        |
|    | Italia (bandiera)    | D     | Francesco Pigoni      |
|    | Italia (bandiera)    | D     | Nicolò Buono          |
|    | Italia (bandiera)    | D     | Daniele Molino        |
|    | Italia (bandiera)    | D     | Ivan Marconi          |
|    | Italia (bandiera)    | D     | Francesco Quintavalla |
|    | Italia (bandiera)    | D     | Carmine Giorgione     |
|    | Italia (bandiera)    | C     | Angelo Buglio         |
|    | Italia (bandiera)    | C     | Giacomo De Martis     |
|    | Argentina (bandiera) | C     | Hernan Pablo Garìn    |

| N. |                      | Ruolo | Calciatore          |
| -- | -------------------- | ----- | ------------------- |
|    | Italia (bandiera)    | C     | Alessandro Greco    |
|    | Italia (bandiera)    | C     | Nicolò Tonetto      |
|    | Italia (bandiera)    | C     | Nicola Mazzotti     |
|    | Italia (bandiera)    | C     | Raffaele Biava      |
|    | Italia (bandiera)    | C     | Jan Martin Vinatzer |
|    | Italia (bandiera)    | C     | Moreno Terzoni      |
|    | Marocco (bandiera)   | C     | Adil Mezgour        |
|    | Italia (bandiera)    | C     | Gabriele Puccio     |
|    | Italia (bandiera)    | A     | Salvatore Amirante  |
|    | Italia (bandiera)    | A     | Giorgio Parodi      |
|    | Italia (bandiera)    | A     | Andrea Pellini      |
|    | Italia (bandiera)    | A     | Giuseppe Meloni     |
|    | Italia (bandiera)    | A     | Riccardo Santi      |
|    | Italia (bandiera)    | A     | Luca Cattaneo       |
|    | Argentina (bandiera) | A     | Gonzalo Ucha        |

## Risultati

### Campionato

#### Girone di andata
| 4 settembre 2011 1ª giornata | Savona | 1 – 0 | Montichiari |  |

| 11 settembre 2011 2ª giornata | Treviso | 2 – 1 | Savona |  |

| 18 settembre 2011 3ª giornata | Savona | 2 – 1 | Valenzana |  |

| 25 settembre 2011 4ª giornata | Giacomense | 2 – 0 | Savona |  |

| 28 settembre 2011 5ª giornata | Savona | 1 – 0 | San Marino |  |

| 2 ottobre 2011 6ª giornata | Sambonifacese | 0 – 2 | Savona |  |

| 9 ottobre 2011 7ª giornata | Savona | 1 – 1 | Virtus Entella |  |

| 16 ottobre 2011 8ª giornata | Mantova | 1 – 1 | Savona |  |

| 23 ottobre 2011 9ª giornata | Savona | 1 – 1 | Rimini |  |

| 26 ottobre 2011 10ª giornata | Poggibonsi | 3 – 1 | Savona |  |

| 30 ottobre 2011 11ª giornata | Renate | 1 – 1 | Savona |  |

| 6 novembre 2011 12ª giornata | Savona | 1 – 1 | Alessandria |  |

| 13 novembre 2011 13ª giornata | Casale | 1 – 0 | Savona |  |

| 16 novembre 2011 14ª giornata | Savona | 3 – 0 | Bellaria Igea Marina |  |

| 20 novembre 2011 15ª giornata | Savona | 1 – 2 | Pro Patria |  |

| 27 novembre 2011 16ª giornata | Santarcangelo | 1 – 0 | Savona |  |

| 4 dicembre 2011 17ª giornata | Savona | 1 – 1 | Borgo a Buggiano |  |

| 11 dicembre 2011 18ª giornata | Lecco | 1 – 4 | Savona |  |

| 18 dicembre 2011 19ª giornata | Savona | 0 – 1 | Cuneo |  |

#### Girone di ritorno
| 8 gennaio 2012 20ª giornata | Montichiari | 1 – 1 | Savona |  |

| 15 gennaio 2012 21ª giornata | Savona | 1 – 1 | Treviso |  |

| 22 gennaio 2012 22ª giornata | Valenzana | 0 – 0 | Savona |  |

| 29 gennaio 2012 23ª giornata | Savona | 0 – 2 | Giacomense |  |

| 5 febbraio 2012 24ª giornata | San Marino | 1 – 3 | Savona |  |

| 12 febbraio 2012 25ª giornata | Savona | 1 – 2 | Sambonifacese |  |

| 19 febbraio 2012 26ª giornata | Virtus Entella | 2 – 2 | Savona |  |

| 26 febbraio 2012 27ª giornata | Savona | 0 – 1 | Mantova |  |

| 4 marzo 2012 28ª giornata | Rimini | 2 – 2 | Savona |  |

| 7 marzo 2012 29ª giornata | Savona | 1 – 3 | Poggibonsi |  |

| 11 marzo 2012 30ª giornata | Savona | 1 – 1 | Renate |  |

| 18 marzo 2012 31ª giornata | Alessandria | 0 – 2 | Savona |  |

| 25 marzo 2012 32ª giornata | Savona | 0 – 1 | Casale |  |

| 1º aprile 2012 33ª giornata | Bellaria Igea Marina | 1 – 1 | Savona |  |

| 4 aprile 2012 34ª giornata | Pro Patria | 1 – 1 | Savona |  |

| 25 aprile 2012 35ª giornata | Savona | 0 – 2 | Santarcangelo |  |

| 22 aprile 2012 36ª giornata | Borgo a Buggiano | 1 – 0 | Savona |  |

| 29 aprile 2012 37ª giornata | Savona | 1 – 0 | Lecco |  |

| 6 maggio 2012 38ª giornata | Cuneo | 3 – 4 | Savona |  |